# Kulturåret 1709

## Födda
- 14 april - Charles Collé (död 1783), fransk dramatiker.
- 25 april - Carl Johan Cronstedt (död 1779), svensk arkitekt, greve och president i Kammarkollegium.
- 5 juli - Étienne de Silhouette (död 1767), fransk politiker. förknippas med den typ av porträtt som vi idag benämner silhuett.
- 20 juli - James Harris (död 1780), engelsk skriftställare och politiker.
- 7 augusti - Jean-Jacques Lefranc, marquis de Pompignan (död 1784), fransk poet.
- 29 augusti - Jean-Baptiste-Louis Gresset (död 1777), poet och dramatiker.
- 18 september - Samuel Johnson (död 1784), brittisk författare, kritiker, lexikograf och språkvetare.
- 24 september - John Cleland (död 1789), kontroversiell engelsk romanförfattare.
- 28 december - Julien Offray de La Mettrie (död 1751), fransk författare.
- december - Carl Fredric Broocman (död 1761), svensk topograf, historiker och författare.

- okänt datum
  - John Armstrong (död 1779), brittisk poet.
  - Richard Burn (död 1785), brittisk juridisk författare.
  - Savva Tjevakinskij, (död runt 1780-talet), rysk arkitekt.

## Avlidna
- 15 februari - John Philips (född 1676), engelsk poet.
- 2 april - Baciccia (född 1639), italiensk målare.
- 19 april - Israel Kolmodin (född 1643), svensk teolog, superintendent och psalmtextförfattare.
- 30 juni - Edward Lhuyd (född 1660), naturforskare.
- 8 juli - Gustaf Adlerfelt (född 1671), svensk historiker.
- 17 juli - Pascal Collasse (döpt 1649), fransk tonsättare.
- 31 augusti - Andrea Pozzo (född 1632), italiensk målare, arkitekt och konsthistoriker.
- 7 september - Gunno Dahlstierna (född 1661), svensk lantmätare och skald.
- 28 november - Johan Arendt Bellman (född på 1660-talet), svensk universitetslärare och musiker.
- 8 december - Thomas Corneille (född 1625), fransk dramatiker.
- okänt datum
  - Robert Gould (född cirka 1660), poet.
  - Mary Pix (född 1666), brittisk dramatiker.
  - Francesco Cavallini (född 1640), italiensk skulptör.
  - Salomon Adler (född 1630), tysk konstnär.